# Lạm phát kéo dài
Lạm phát kéo dài là một hiện tượng kinh tế xảy ra khi một quốc gia có mức lạm phát cao trong một thời gian dài (vài năm hoặc vài thập kỷ) do cung tiền liên tục tăng trong những thứ khác. Ở các quốc gia có lạm phát kéo dài, kỳ vọng lạm phát trở nên 'tích hợp sẵn', và việc giảm tỷ lệ lạm phát trở nên cực kỳ khó khăn vì quá trình giảm lạm phát được thực hiện bằng cách làm chậm tốc độ tăng cung tiền sẽ trở nên vô cùng khó khăn. thường dẫn đến tỷ lệ thất nghiệp cao cho đến khi kỳ vọng lạm phát đã điều chỉnh theo tình hình mới.
Lạm phát kéo dài khác với siêu lạm phát.

## Xuất hiện
Thậm chí còn hơn cả siêu lạm phát, lạm phát kéo dài là một hiện tượng của thế kỷ 20, lần đầu tiên được quan sát bởi Felipe Pazos vào năm 1972. Lạm phát cao chỉ có thể được duy trì với các loại tiền giấy không được hỗ trợ trong thời gian dài và trước Thế chiến II, tiền giấy rất hiếm không được hỗ trợ, ngoại trừ ở các quốc gia bị ảnh hưởng bởi chiến tranh - thường tạo ra lạm phát cực kỳ cao nhưng không bao giờ kéo dài hơn trong một vài năm. Hầu hết các nhà kinh tế học tin rằng lạm phát kéo dài xuất hiện lần đầu tiên ở Mỹ Latinh sau Thế chiến thứ hai, với kết quả cho thấy ban đầu nó được gọi là "Lạm phát Latinh". Tuy nhiên, một số nhà kinh tế cho rằng tình trạng của Pháp trong những năm 1920 là trường hợp lạm phát kéo dài đầu tiên. Nhật Bản (xem bên dưới) trong những năm ở Thế chiến II là một trường hợp khác có đặc điểm rất giống với các trường hợp lạm phát kéo dài đã được nghiên cứu kỹ lưỡng.

## Nguyên nhân
Những người theo chủ nghĩa tiền tệ cho rằng lạm phát kéo dài là do cung tiền tăng trưởng kéo dài, một quan điểm được hầu hết các nhà kinh tế học chính thống chấp nhận. Những nguyên nhân được cáo buộc dưới đây là những nguyên nhân khiến cơ quan quản lý tiền tệ thường xuyên tham gia vào sự tăng trưởng tiền tệ.
Các nhà quan sát ban đầu trong những năm 1960 và 1970 cho rằng nguyên nhân chính trị cuối cùng của lạm phát kéo dài là vì lợi ích cộng đồng mạnh mẽ với các yêu cầu chính sách hoàn toàn khác biệt, lập luận rằng quyền lực của các liên đoàn lao động để đòi hỏi mức lương cao cho người lao động trong các khu vực kinh tế lỗi thời thường xuyên gây ra mâu thuẫn với cơ cấu chính trị phong kiến cơ bản. của các quốc gia bị ảnh hưởng. Trong tình trạng này, việc dùng lại tiền hàng hoá có thể kiềm chế lạm phát nhanh chóng là hành động tự sát về mặt chính trị, với kết quả là các chính phủ bị ảnh hưởng bởi lạm phát kéo dài luôn phải sử dụng các phương pháp tinh vi hơn  giảm lạm phát, chẳng hạn như cải cách ngân hàng trung ương hoặc lập chỉ số giá và mức lương so với giá trị tương lai của tiền. Tuy nhiên, điều này dẫn đến "quán tính lạm phát" và cuối cùng là khiến công chúng trở nên hoài nghi về những nỗ lực giảm lạm phát: không giống như siêu lạm phát, lịch sử đã chỉ ra rằng các cộng đồng có thể sống chung với lạm phát kéo dài với mức độ trung bình một cách tương đối dễ dàng.
Các nguồn thông tin khác lập luận rằng lạm phát kéo dài là do các chính phủ ở quốc gia đó tìm cách tối ưu hóa thuế dân cư để chi trả hiệu quả nhất cho các chương trình công cộng, hoặc do các nền xã hội mà lạm phát kéo dài phát triển đã liên tục khiến cho mức nhập khẩu nhiều hơn mức quốc gia có thể xuất khẩu và đồng tiền của quốc gia đó phải liên tục mất giá, làm cho hàng nhập khẩu của quốc giá đắt hơn mà không có độ co giãn đủ để giảm cầu. Việc giải thích nguyên nhân của lạm phát kéo dài, cũng có những lập luận về nguyên nhân nhân khẩu học của lạm phát kéo dài là do dân số tăng nhanh hơn sản lượng sản xuất ở các quốc gia đang phát triển từ những năm 1950 đến những năm 1980 và cho đến tận ngày nay ở châu Phi cận Sahara. Người ta ngày càng cho rằng những căng thẳng và thiên tai về môi trường hoặc sinh thái có thể gây ra một thời kỳ lạm phát hệ thống do các chính phủ không thể xử lý tình hình một cách hiệu quả.

## Ví dụ

### Argentina
Nền kinh tế Argentina đã trải qua một thời kỳ  khó khăn lâu dài với tỷ lệ lạm phát cao kéo dài. Năm 1989, Argentina trải qua một cuộc khủng hoảng siêu lạm phát vì các chính sách kinh tế không đúng đắn, dẫn đến tỷ lệ lạm phát lên tới 257%. Cuộc khủng hoảng siêu lạm phát đã gây ra các cuộc biểu tình, bạo loạn, cướp bóc và làm giảm sự yêu mến của công chúng đối với chính phủ. Cuộc khủng hoảng siêu lạm phát này cũng diễn ra vào giữa cuộc bầu cử tổng thống, khiến đảng cầm quyền thua cuộc trong cuộc bầu cử.
Trong suốt những năm 1990, nhờ kế hoạch chuyển đổi, đã cố định đồng austral (và sau đó là đồng peso) với giá trị Đô la Mỹ, tỷ lệ lạm phát đã giảm gần như 0%. Các chính sách này kết thúc bằng một cuộc khủng hoảng kinh tế thảm khốc vào năm 2001.
Trong suốt thế kỷ 21, Argentina đã không trải qua những rắc rối thực sự về lạm phát cho đến năm 2007, khi tỷ lệ lạm phát gia tăng. Trong suốt nhiệm kỳ tổng thống của Cristina Kirchner, tỷ lệ lạm phát ở mức cao nhất mọi thời đại, với tỷ lệ lạm phát cao nhất trong năm 2013, cho thấy tỷ lệ lạm phát tăng lên 30% đến 40%.
Mặc dù một phần tình trạng này đã được bù đắp với sức mua cao và trợ cấp, nhưng sau này sẽ làm tăng thâm hụt tài khóa.
Vào tháng 12 năm 2015, Mauricio Macri đảm nhận chức vụ tổng thống của Argentina, với mức lạm phát 40% so với nhiệm kỳ tổng thống của Cristina Kirchner. Khi năm 2016 kết thúc, lạm phát gần đây đạt được là 42%.
Bộ Kinh tế Argentina đã thực hiện một dự án tuyên bố giảm lạm phát từ 40% xuống 20% (+/- 2%) trong năm 2017, xuống 10% (+/- 2%) vào năm 2018 và 5% (+ / - 1%) vào năm 2019. Dự án ban đầu dẫn đến lạm phát 24% vào năm 2017, nhưng nó đã không hoạt động vào năm 2018, với tỷ lệ lạm phát là 47,6% và năm 2019, lạm phát là 53%.

### Bungari
Năm 1996, nền kinh tế Bulgaria sụp đổ do các cuộc cải cách kinh tế chậm chạp và sự quản lý yếu kém của một số thời kỳ chính phủ liên tiếp, việc thiếu lúa mì,\ và hệ thống ngân hàng phi tập trung và không ổn định, dẫn đến tỷ lệ lạm phát 311% và sự sụp đổ của đồng lev- the basic monetary unit of Bulgaria, với tỷ giá hối đoái đổi sang đô la đạt 3000. Khi các lực lượng ủng hộ cải cách lên nắm quyền vào mùa xuân năm 1997, một gói cải cách kinh tế đầy tham vọng, bao gồm giới thiệu chế độ bản vị tiền tệ và cố định đồng Lev của Bungari với đồng Mark Deutsche của Đức (và sau đó là euro), đã được đồng ý với Quỹ Tiền tệ Quốc tế và Ngân hàng Thế giới, và nền kinh tế bắt đầu ổn định.

### Chile
Chile đã có lạm phát kéo dài trong phần lớn của thế kỷ XX. Lạm phát lần đầu tiên trở nên dai dẳng vào cuối những năm 1930 khi chính phủ bắt đầu quá trình thay thế nhập khẩu, tăng sự ổn định lên 84% vào năm 1955. Sau khi chậm lại vào cuối những năm 1950, lạm phát tăng trở lại dưới thời Allende và đạt đỉnh ở bất kỳ nơi đâu trong khoảng từ 500% đến 1.000% vào cuối năm 1973 (mà một số người coi là siêu lạm phát, mặc dù tỷ lệ lạm phát hàng tháng lên tới 30% trong một tháng). Một cuộc đảo chính năm 1973 đã lật đổ Allende và thiết lập một chính phủ quân sự do Augusto Pinochet lãnh đạo. Chính sách kinh tế thị trường tự do của Pinochet đã dần dần chấm dứt tình trạng lạm phát kéo dài, lần đầu tiên tỷ lệ lạm phát kéo dài ổn định ở những con số đơn lẻ sau 45 năm. Tác động tổng thể của lạm phát kéo dài: 1 peso hiện tại = 1.000.000 peso trước năm 1960.

### Guinea
Guinea đã chứng kiến tỷ lệ lạm phát hàng năm dao động trên 50% kể từ cuối những năm 1990, mặc dù nhiều tháng đã chứng kiến mức thấp hơn nhiều ở các con số. Ở Guinea, các nguyên nhân cơ bản của lạm phát là cung cấp và phân phối lương thực, và giá cả hàng hóa toàn cầu. Sự bất ổn chính trị cũng góp phần lớn vào sự sụt giảm giá trị của đồng franc Guinea trong những năm gần đây do một loạt các cuộc đảo chính sau khi lật đổ nhà quân sự lâu năm Lansana Conté và các cuộc biểu tình lớn. Một số chính sách giảm thiểu của chính phủ và tăng trưởng kinh tế đã từng bước ổn định tỷ lệ lạm phát, đạt đỉnh vào tháng 7 năm 2005 ở mức 42,6% trong tháng đến mức trung bình hiện tại là 9,7% mỗi tháng. Vào ngày 21 tháng 7 năm 2010, Yahoo! Finance trích dẫn tỷ giá là 5.050 GNF đến 1 USD. Tính đến ngày 17 tháng 1 năm 2020, tỷ giá hối đoái là 7,023 GNF đến 1 USD.

### Israel
Lạm phát tăng nhanh trong những năm 1970, tăng đều đặn từ 13% năm 1971 lên 111% năm 1979. Từ 133% năm 1980, tăng vọt lên 191% năm 1983 và sau đó lên 445% năm 1984, sự đe dọa về chỉ số lạm phát trở thành con số bốn chữ số trong vòng một một hoặc hai năm. Năm 1985, Israel đóng băng hầu hết các mức giá theo luật và ban hành các biện pháp khác như một phần của kế hoạch ổn định kinh tế. Cùng năm đó, lạm phát giảm hơn một nửa, xuống còn 185%. Trong vòng vài tháng, các nhà chức trách bắt đầu dỡ bỏ lệnh đóng băng giá đối với một số mặt hàng; trong các trường hợp khác, phải mất gần một năm. Đến năm 1986, lạm phát giảm xuống còn 19%.

### Iraq
Nhiều năm chiến tranh liên miên và tái thiết đã dẫn đến một lượng lớn chi tiêu của chính phủ, với các lệnh trừng phạt quốc tế tạo ra tình trạng thiếu hụt và hạn chế vay nợ. Từ năm 1987 đến 1995, đồng Dinar của Iraq đã tăng từ giá trị chính thức là 0,306 Dinar / USD. Từ năm 1987 đến 1995, đồng Dinar của Iraq đã đi từ giá trị chính thức là 0,306 Dinar / USD (hoặc 3,26 đô la Mỹ cho mỗi dinar; tỷ giá thị trường chợ đen được cho là ít hơn đáng kể so với đồng dinar / đô la) xuống còn 3000 Dinar / USD do chính phủ mất giá do chính phủ mất máy in Thụy Sĩ và việc in các tờ tiền kém chất lượng. Điều này tương đương với mức lạm phát xấp xỉ 315% mỗi năm tính trong khoảng thời gian tám năm đó.

### Nhật Bản
Khi Hirohito chuẩn bị cho chiến tranh để giành quyền tiếp cận tài nguyên cao su và khoáng sản, Nhật Bản bắt đầu trải qua lạm phát ổn định từ năm 1934. Đến cuối năm 1949, giá bán lẻ cao hơn 150 lần so với mức của Nhật năm 1939 và mệnh giá cao nhất là séc ngân hàng 75.000.000.000 Yên. Chỉ số giá bán buôn của Nhật Bản (so với 1 là mức trung bình của năm 1930) đã tăng lên 16,3 vào năm 1943, 127,9 vào năm 1948 và 342,5 vào năm 1951. Đầu những năm 1950, sau khi chấm dứt sự chiếm đóng của quân đội Hoa Kỳ, Nhật Bản đã tự kiểm soát tiền của chính quốc gia họ. Thông qua thương mại xuất khẩu phát triển nhanh chóng, Nhật Bản đã ổn định đồng yên một cách nhanh chóng.

### Lào
Bắt đầu từ cuối những năm 1980, viện trợ tài chính và thương mại với Liên Xô đã giảm đáng kể, bắt đầu một thời kỳ lạm phát cao kéo dài hai thập kỷ, bắt đầu tăng tốc vào năm 1996 cùng với cuộc khủng hoảng tài chính Đông Á đã ảnh hưởng nghiêm trọng đến Lào, gánh nặng với lượng nợ lớn từ nước ngoài  đi đôi với tăng trưởng rất chậm. Đến tháng 1 năm 1998, lạm phát đã đạt 100% một tháng và không giảm xuống dưới mức đó một lần nữa cho đến cuối năm 1999, sau khi nó đã đạt đỉnh trên 167%. Trong một khoảng thời gian ngắn, đồng kip của Lào đã đạt được danh hiệu ít được tôn trọng là "đơn vị tiền tệ kém giá trị nhất". Trong một thời gian ngắn, đồng kip của Lào đã đạt được danh hiệu ít được tôn trọng là "đơn vị tiền tệ kém giá trị nhất". Mặc dù đồng Kíp đã chính thức quay trở lại mức lạm phát thấp hơn, nhưng tỷ lệ lạm phát trong nước vẫn cao hơn nhiều bởi giá lương thực  và nhập khẩu tăng. Sự xuất hiện của một cuộc khủng hoảng nợ mới vào năm 2013 đã mang lại nhiều bất ổn hơn.

### Madagascar
Đồng franc Malagasy (iraimbilanja) đã có một thời kỳ hỗn loạn vào năm 2004, mất gần một nửa giá trị và gây ra tình trạng lạm phát tràn lan. Vào ngày 1 tháng 1 năm 2005, đồng ariary, trị giá năm franc, trở thành đơn vị tiền tệ chính ở Madagascar. Vào tháng 5 năm 2005, đã có những cuộc bạo loạn vì lạm phát gia tăng. Giảm phát đã xoa dịu tình hình từ năm 2005 đến năm 2008, nhưng bạo loạn xảy ra sau đó vào năm 2009 khi giá cả tiếp tục tăng.

### Mexico
Bất chấp cuộc khủng hoảng dầu mỏ vào cuối những năm 1970 (Mexico là nhà sản xuất và xuất khẩu), và do chi tiêu xã hội quá mức, Mexico đã vỡ nợ vì nợ nước ngoài vào năm 1982. Kết quả là đất nước này đã phải chịu một trường hợp tháo chạy vốn nghiêm trọng và hơn một thập kỷ lạm phát kéo dài và mất giá peso. Năm 1984, mệnh giá cao nhất là 10.000 peso [1] [2], đến năm 1991 là 100.000 peso và nhiều người Mexico đã chuyển tiền tiết kiệm của họ thành đô la. Vào ngày 1 tháng 1 năm 1993, Mexico đã tạo ra một loại tiền tệ mới, nuevo peso ("peso mới", hoặc MXN), cắt 3 số 0 so với peso cũ, tỷ lệ lạm phát là 10.000% trong thập kỷ xảy ra cuộc khủng hoảng. (Một peso mới bằng 1000 peso MXP cũ). Mệnh giá thực tế cao nhất là 1.000 peso, trị giá 1.000.000 peso cũ.

### Mozambique
Mozambique là một trong những quốc gia nghèo  và kém phát triển nhất thế giới khi giành độc lập, từ Bồ Đào Nha vào năm 1975, cường quốc thuộc địa cuối cùng từ bỏ các lãnh thổ châu Phi. Một cuộc nội chiến tàn khốc giữa chính quyền cộng sản và các lực lượng nổi dậy từ năm 1977 đến năm 1992 đã dẫn đến lạm phát liên tục. Tờ tiền có mệnh giá cao nhất năm 1976 là 100 meticais. Đến năm 2004, nó là 500.000 meticais. Trong cuộc cải cách tiền tệ năm 2006, 1 metical mới đã được đổi lấy 1.000 meticais cũ.

### Triều Tiên
Mặc dù đồng Won của Triều Tiên, được gọi chính thức là đồng Đồng Nhân dân Triều Tiên (KPW) chưa bao giờ thất bại về mặt kỹ thuật, nhưng nó đã bị mất giá liên tục kể từ năm 2002 khi đồng đô la bị loại bỏ. Trong lần định giá lại năm 2009, chính phủ cho người dân bảy ngày để đổi đồng won cũ của họ sang đồng won mới - với 1.000 đồng won cũ trị giá 10 đồng won mới - nhưng chỉ cho phép đổi tối đa 150.000 won cũ. Điều đó có nghĩa là mỗi người lớn có thể trao đổi hợp pháp số won trị giá 740 đô la Mỹ. Giới hạn tỷ giá hối đoái đã xóa sạch tiền tiết kiệm của nhiều người dân Triều Tiên và được cho là đã gây ra tình trạng bất ổn ở nhiều nơi trên đất nước. Nhiều thương vụ trao đổi và giới hạn thời gian chuyển đổi đã bị giảm hoặc kéo dài sau khi giá tăng vọt hơn 1000% ở một số khu vực trong tuần đầu tiên khi mọi người đổ xô mua nhiều thứ nhất có thể. Theo một báo cáo của BBC vào tháng 9 năm 2009, một số cửa hàng bách hóa ở Bình Nhưỡng thậm chí đã ngừng chấp nhận đồng won của Triều Tiên, thay vào đó yêu cầu thanh toán bằng đô la Mỹ, đồng nhân dân tệ của Trung Quốc, euro hoặc thậm chí là yên Nhật.

### Syria
Nội chiến Syria và đã dẫn đến một cuộc giao tranh vốn khá lớn của hàng hóa và dịch vụ của Syria với các nước Ả Rập lân cận. Trước chiến tranh, tỷ giá hối đoái ổn định đáng kể; một đô la Mỹ được định giá 47 bảng Anh. Kể từ ngày 19 tháng 1 năm 2020, những ảnh hưởng sâu sắc của Nội chiến Syria đối với nền kinh tế Syria đã làm giảm giá trị của đồng bảng Syria xuống dưới một phần nghìn đô la Mỹ trên thị trường chợ đen, tương ứng với mức mất giá 96% kể từ khi bắt đầu chiến tranh. . Từ ngày 1 tháng 1 đến ngày 16 tháng 1 năm 2020, đồng bảng Syria đã mất một phần tư giá trị so với đồng đô la Mỹ, từ 900 SYP / USD xuống 1200 SYP / USD.
Vấn đề phức tạp hơn nữa, việc sử dụng các loại tiền không phải bảng Anh trong bất kỳ giao dịch nào đều bị cấm theo luật pháp Syria và vào ngày 18 tháng 1 năm 2020, Tổng thống Syria Bashar al-Assad đã tăng hình phạt đối với hành vi sử dụng ngoại tệ trái phép ở bất kỳ đâu ở Syria lên 7 năm lao động khổ sai. Bất chấp luật pháp, người Syria tiếp tục sử dụng các đồng ngoại tệ như đô la Mỹ hoặc euro để duy trì sức mua của họ.

### Thổ Nhĩ Kỳ
Trong suốt những năm 1990, Thổ Nhĩ Kỳ đã phải đối mặt với tỷ lệ lạm phát nghiêm trọng khiến nền kinh tế cuối cùng rơi vào suy thoái vào năm 2001. Mệnh giá cao nhất vào năm 1995 là 1.000.000 lira. Đến năm 2005, là 20.000.000 lira. Gần đây, Thổ Nhĩ Kỳ đã đạt được mức lạm phát một con số lần đầu tiên sau nhiều thập kỷ, và trong cuộc cải cách tiền tệ năm 2005, đã giới thiệu đồng Lira mới của Thổ Nhĩ Kỳ; 1 đổi lấy 1.000.000 lira cũ.

### Uzbekistan
Uzbekistan đã liên tục trải qua lạm phát cao kể từ thời điểm độc lập. Vào năm 1994, mệnh giá cao nhất hiện có là 100 som, cao nhất hiện tại là 5000 som với mệnh giá khoảng 2,00 đô la vào năm 2014 và các gói tiền tệ lớn được yêu cầu cho bất kỳ giao dịch mua đáng kể nào, với hầu hết các mức giá đều được làm tròn đến hàng nghìn gần nhất.

### Venezuela
Venezuela phải đối mặt với  hậu quả kéo dài của khủng hoảng lạm phát liên quan đến việc quản lý yếu kém và thiếu đa dạng hóa nền kinh tế, với thời kỳ lớn nhất và dài nhất bắt đầu từ những năm 1980 và đến những năm 90, lạm phát đạt tới đỉnh cao vào năm 1996 với 60% trong tháng 1 cho đến mức cao nhất mọi thời đại là 118,8 % khoảng tháng 7 cùng năm đó. Doanh thu từ xuất khẩu xăng dầu chiếm hơn 50% GDP và khoảng 95% tổng kim ngạch xuất khẩu của đất nước, và sau nhiều thập kỷ của một số nền kinh tế tăng trưởng mạnh nhất ở Nam Mỹ, xu hướng đã đảo ngược mạnh khi giá dầu bắt đầu giảm ổn định sau khi cuộc khủng hoảng dầu mỏ kết thúc trong những năm 1970 mà cả các nhà sản xuất thành viên và không phải thành viên OPEC đều được hưởng lợi rất nhiều. Giai đoạn suy thoái kinh tế này ở Venezuela trùng với thời điểm bắt đầu tình trạng dư thừa dầu mỏ những năm 1980, khiến sản lượng và doanh thu nhà nước bị cắt giảm lớn. Kể từ đầu những năm 2000, chính quyền của Hugo Chavez đã đối phó với cuộc khủng hoảng đang diễn ra bằng cách khởi xướng một loạt các biện pháp kiểm soát giá sai sót một cách thường xuyên, nhà nước mua và chiếm đoạt lại các tài sản và quỹ công cũng như của tư nhân, đồng thời định giá lại đồng bolivar vào năm 2008, giảm ba con số 0 tiền tệ. Tuy nhiên, những thay đổi trong nền kinh tế phụ thuộc vào xuất khẩu dầu mỏ và khai thác mỏ không bao giờ được thực hiện và Venezuela vẫn dễ bị ảnh hưởng bởi cung và cầu toàn cầu của những mặt hàng xuất khẩu  và tiếp tục gặp các vấn đề kinh tế hệ thống và quay trở lại lạm phát cao. Tính đến tháng 1 năm 2014, Venezuela có tỷ lệ lạm phát cao nhất thế giới là 56,2% và 63,4% tính đến tháng 8 năm 2014, mặc dù con số chính thức được cho là thấp hơn nhiều. Nền kinh tế quốc gia đã suy giảm trong ba quý liên tiếp chính thức khiến đất nước rơi vào suy thoái trong khi sự sụp đổ toàn cầu của giá dầu làm giảm doanh thu và góp phần vào lo ngại về khả năng vỡ nợ có thể khiến mức lạm phát cao hơn nữa.

### Zambia
Giá đồng tiền giảm, cuộc khủng hoảng dầu mỏ và quản lý kinh tế thất bại trong những năm 1970 đã dẫn đến tình trạng thiếu hụt và khủng hoảng kinh tế trầm trọng ở Zambia vào đầu những năm 80, gây ra nạn đói trên toàn quốc và buộc chính phủ phải vay một lượng lớn tiền và cam kết với IMF về cải cách kinh tế cực đoan đã dẫn đến bạo loạn chống chính phủ và đồng kwacha mất giá. Lạm phát duy trì mức 15% trong những năm 1980 cho đến khi đạt 54% vào năm 1988, lên 191% vào năm 1992 và 183% vào năm 1993, cộng thêm với một đợt hạn hán kéo dài. Một "hệ thống ngân sách tiền mặt" và cải cách thị trường tự do đã đưa lạm phát xuống 55% vào năm 1994 và 25% vào năm 1998.